# Pontocypris mytiloides
Pontocypris mytiloides is een mosselkreeftjessoort uit de familie van de Pontocyprididae. De wetenschappelijke naam van de soort is voor het eerst geldig gepubliceerd in 1862 door Norman.